# جامعة ويتواترسراند
جامعة ويتواترسراند (بالإنجليزية: University of the Witwatersrand)‏ هي جامعة عامة في جنوب أفريقيا تأسست عام 1922. تقع في المناطق الشمالية من وسط العاصمة جوهانسبرغ. كما أنها تُعرف باسم جامعة ويتس. تتخصص الجامعة بالتعدين؛ وذلك بسبب طبيعة المنطقة في ويتواترسراند وجوهانسبرغ.

## إحصائيات
يبلغ عدد طلاب الجامعة 30,833 طالب، منهم 9,516 طالب دراسات عليا، حسب احصائيات سنة 2013.

## خريجون بارزون
- نيلسون مانديلا
- ماري مالاهليلا: أول امرأة سوداء تُسجل كطبيبة في جنوب أفريقيا (تخرجت سنة 1947)
- باتريس موتسيبيه: رجل أعمال جنوب أفريقي

## وصلات خارجية
- الموقع الرسمي